# Sucio policía
«Sucio policía» es una canción compuesta e interpretada por la banda de punk rock peruano Narcosis, lanzada en 1985. Es el octavo tema musical del disco debut en formato de maqueta de la banda, Primera dosis. La letra del tema musical expresa el rechazo a la autoridad policial, es una de las canciones más populares de la banda y la más solicitada en sus presentaciones en vivo. Se ha argumentado que las letras y los reclamos en ella se mantienen vigentes hasta el día de hoy, habiendo transcurrido más de 35 años desde su creación.
El tema inicia con una presentación en donde la voz de Wicho García interviene y parodia una presentación radial por un locutor que alaba la «piedad», el cristianismo y «amor a la patria» de la Policía Nacional del Perú.
El tema ha sido interpretado por diversas bandas en Perú y Colombia como Chabelos, Terreviento, Gritos de Asko y Gato Negro. La canción ha sido incluida en la banda sonora de la película peruana de 2017 Av. Larco.

## Análisis crítico
La canción reúne los elementos constitutivos de una canción punk: «deconstructiva, visceral, minimalista y directa». De acuerdo al educador Frank Huamaní Paliza, la canción es un emblema del rock subterráneo y la crítica que realiza a la institución policial del país se mantiene vigente aún en 2021.

## Presentación en vivo
Uno de los aspectos más notorios relacionados con la canción tuvo lugar el 17 de febrero de 1985, en el festival Rock in Río Rímac, en el distrito de Rímac de Lima. Allí, Narcosis actuó frente a una multitud de 5000 personas, junto con una serie de otras bandas que representaban la emergente escena de rock subterráneo de Lima. También había una fuerte presencia policial, y cuando la banda se lanzó a cantar la canción durante una hora el festival llegó a su fin abruptamente cuando la policía mostró su descontento y empezó a disparar al aire clausurando así el concierto.